# Xenagama taylori
Xenogama taylori là một loài thằn lằn trong họ Agamidae. Loài này được Parker mô tả khoa học đầu tiên năm 1935.

## Hình ảnh

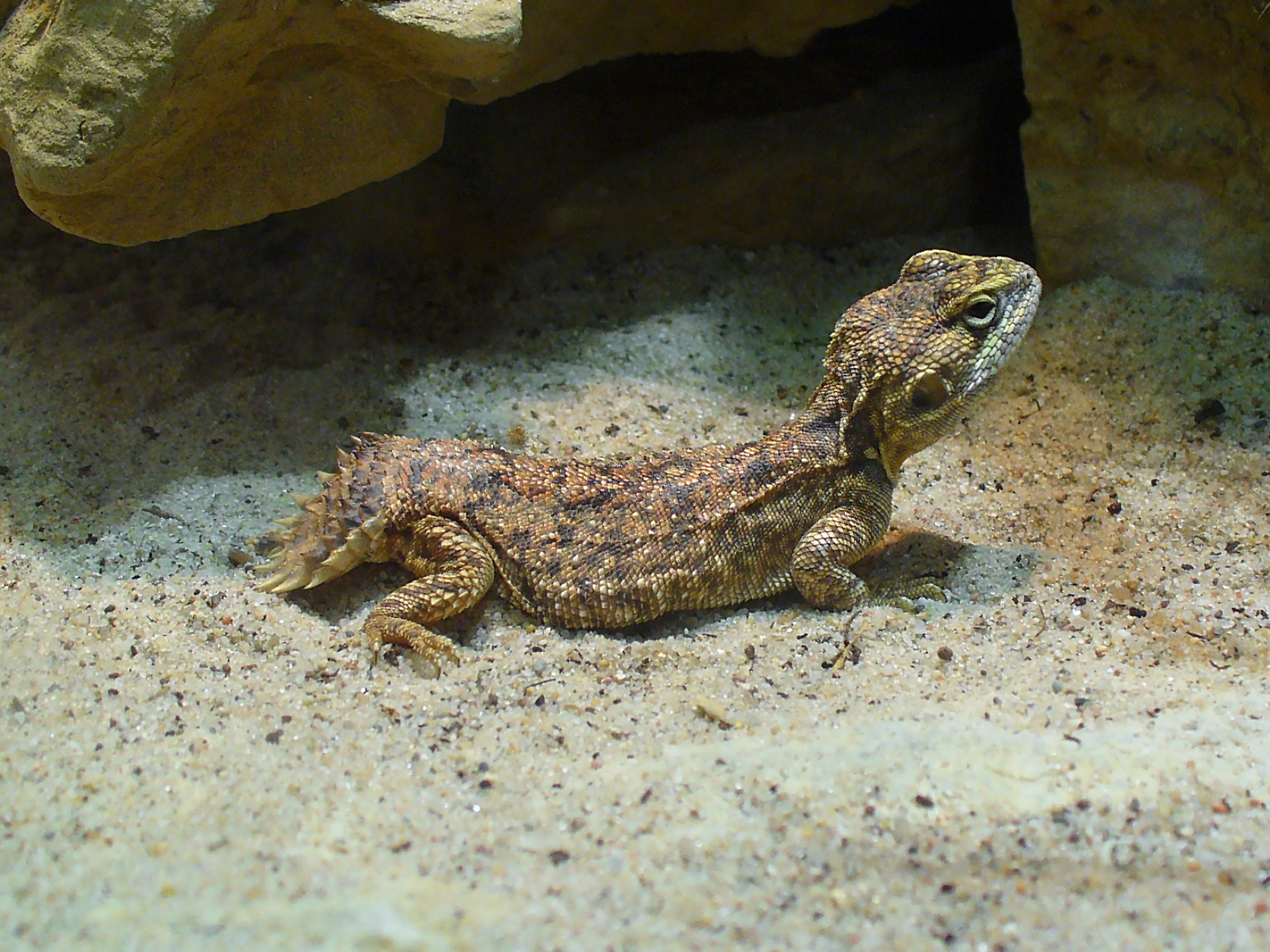